# Aspronema cochabambae
Espèce
Synonymes
- Mabuya frenata cochabambae Dunn, 1935
- Mabuya cochabambae Dunn, 1935

Aspronema cochabambae est une espèce de sauriens de la famille des Scincidae.

## Répartition
Cette espèce est endémique de Bolivie. Elle se rencontre dans les départements de Santa Cruz et de Cochabamba.

## Description
C'est un saurien vivipare.

## Publication originale
- Dunn, 1935 : Notes on American Mabuyas. Proceedings of the Academy of Natural Sciences of Philadelphia, vol. 87, p. 533-560.